# Санта-Кристіна-Джела
Санта-Кристіна-Джела (італ. Santa Cristina Gela, сиц. Santa Cristina Gela) — муніципалітет в Італії, у регіоні Сицилія,  метрополійне місто Палермо.
Санта-Кристіна-Джела розташована на відстані близько 440 км на південь від Рима, 15 км на південь від Палермо.
Населення — 986 осіб (2014).
Щорічний фестиваль відбувається 24 липня. Покровитель — Santa Cristina.

## Демографія
Населення за роками:

Станом на 1 січня 2023 року в муніципалітеті офіційно проживало 17 іноземців з 10 країн, серед них 5 громадян країн Євросоюзу.

## Сусідні муніципалітети
- Альтофонте
- Бельмонте-Меццаньо
- Маринео
- Мізільмері
- Монреале
- П'яна-дельї-Альбанезі